# Phyllocoma
Phyllocoma là một chi ốc biển, là động vật thân mềm chân bụng sống ở biển thuộc họ Muricidae, họ ốc gai.

## Các loài
Các loài thuộc chi Phyllocoma bao gồm:
Subgenus Phyllocoma (Galfridus) Iredale, 1924
- Phyllocoma speciosa (Angas, 1871)[2]

Subgenus Phyllocoma (Phyllocoma) Tapparone Canefri, 1881
- Phyllocoma convoluta (Broderip, 1833)[3]
- Phyllocoma platyca Houart, 2001[4]
- Phyllocoma scalariformis (Broderip, 1833)[5]